# Nette bei Vinkrath
Nette bei Vinkrath este o arie protejată (arie specială de conservare — SAC, sit de importanță comunitară — SCI) din Germania întinsă pe o suprafață de 9,81 ha, integral pe uscat.

## Localizare
Centrul sitului Nette bei Vinkrath este situat la coordonatele 51°24′08″N 6°19′43″E / 51.4022°N 6.3286°E.

## Înființare
Situl Nette bei Vinkrath a fost declarat sit de importanță comunitară în martie 2001 pentru a proteja 2 specii de animale. Situl a fost protejat și ca arie specială de conservare în februarie 2013.

## Biodiversitate
Situată în ecoregiunea atlantică, aria protejată conține 1 habitat natural: Cursuri de apă de la nivel de câmpie la nivel montan, cu vegetație Ranunculion fluitantis și Callitricho-Batrachion.
La baza desemnării sitului se află mai multe specii protejate de  pești (2): Cobitis taenia Complex, boarță (Rhodeus amarus).